# Careca (football, 1968)
Pour les articles homonymes, voir Careca (homonymie).
Hamilton de Souza dit Careca, né le 27 septembre 1968, est un footballeur brésilien des années 1980 et 1990.

## Biographie
Il remporte la médaille d'argent aux Jeux olympiques d'été de 1988. Lors du tournoi olympique organisé en Corée du Sud, il joue six matchs.
Il reçoit 7 sélections en équipe du Brésil entre 1988 et 1989.
Il dispute 8 matchs en Coupe de l'UEFA avec le club du Sporting Portugal, inscrivant 2 buts dans cette compétition.

## Palmarès
- Médaillé d'argent lors des Jeux olympiques d'été de 1988 avec l'équipe du Brésil
- Vainqueur de la Coupe du Brésil en 1993 avec Cruzeiro